# Gérard Cornu (homme politique)
Pour les articles homonymes, voir Cornu et Gérard Cornu.
Gérard Cornu est un homme politique né le 6 février 1952 à Aouste (Ardennes).

## Biographie
Il est opticien-audioprothésiste de profession et chevalier de la légion d'honneur. Membre de LR il est d'abord élu en 1983 maire de Fontenay-sur-Eure. Il devient en 1992 conseiller général du canton de Chartres-Sud-Ouest qui comprend cette commune. Il est élu en 1993 député de la 1re circonscription d'Eure-et-Loir, dite de Chartres en battant le sortant, ancien ministre et ancien maire de Chartres Georges Lemoine. 
Il est néanmoins battu lors des élections législatives de 1997 par le même Georges Lemoine avec 49,18% des voix. 
Un an et demi plus tard, il retrouve un mandat au parlement en étant élu sénateur d'Eure-et-Loir le 27 septembre 1998. Il est ensuite réélu en 2008 et 2014. 
Entre-temps devenu vice-président du conseil général d'Eure-et-Loir, il est candidat à sa succession lors des élections cantonales de 2004. Il est néanmoins battu sur son canton de Chartres-Sud-Ouest par la socialiste Brigitte Santerre avec 49,42%	des voix. 
Il soutient la candidature de Bruno Le Maire à l'élection du président de l'UMP en novembre 2012.
En 2015, il est candidat en troisième position sur la liste menée par Philippe Vigier, candidat de la droite et du centre à la présidence du conseil régional du Centre-Val de Loire. Il est effectivement élu le 13 décembre 2015 au second tour.
Il soutient Bruno Le Maire pour la primaire présidentielle des Républicains de 2016. En septembre 2016, dans le cadre de sa campagne, il est nommé conseiller pour les relations avec les sénateurs, en tandem avec Jean-Paul Émorine.
Le 2 mars 2017, dans le cadre de l'affaire Fillon, il renonce à soutenir le candidat LR François Fillon à l'élection présidentielle, avant de revenir sur sa décision quelques jours plus tard.
Il démissionne de son mandat de sénateur le 30 décembre 2018, invoquant « des raisons personnelles et extra-politiques ».

## Détail des mandats et fonctions
- Député d'Eure-et-Loir du 2 avril 1993 au 21 avril 1997
- Sénateur d'Eure-et-Loir du 1er octobre 1998 au 30 décembre 2018
- Vice-président du conseil général d'Eure-et-Loir
- Président du FC Chartres de 2008 à 2013
- Maire de Fontenay-sur-Eurede 1983 à 2014
- Vice-président de Chartres Métropole
- Conseiller régional du Centre-Val de Loire
- Président du Pays Chartrain